# Bürgergrotte

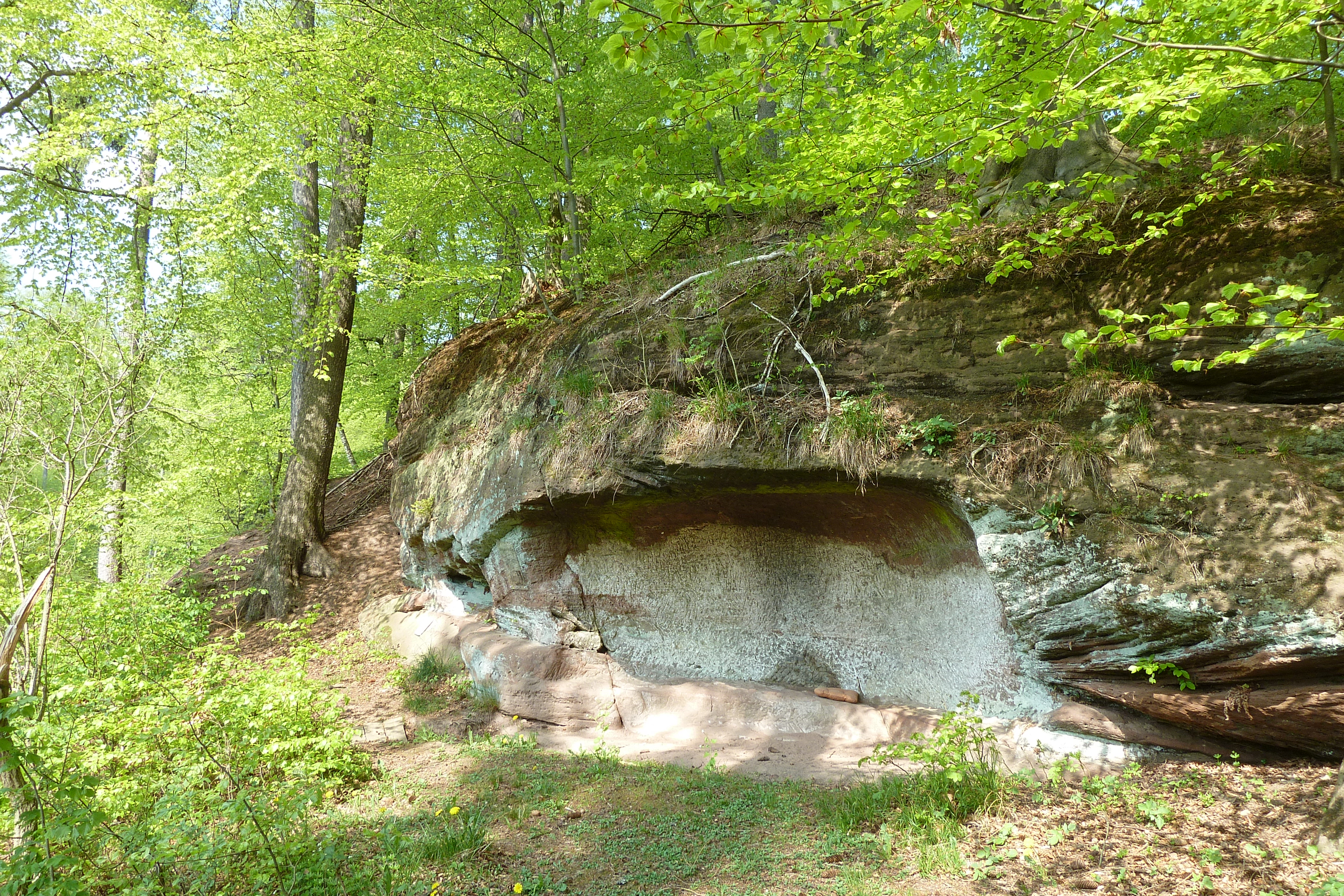
Die Bürgergrotte bei Niedeck, Mai 2012

Die Bürgergrotte ist ein in einen Sandsteinfelsen westlich von Niedeck, einem Dorf südöstlich von Göttingen in der Gemeinde Gleichen, geschlagener Unterstand mit einer ebenfalls aus dem Fels gearbeiteten Sitzbank. Ihren Namen trägt sie nach dem Dichter Gottfried August Bürger (1747–1794), der hier in den 1770er Jahren heimlich seine Schwägerin und spätere zweite Ehefrau Auguste Leonhart, genannt Molly (1758–1786) traf, deren Vater Johann Carl Leonhart Amtmann auf Gut Niedeck war.
Links neben der Bürgergrotte befindet sich ein Porträt Bürgers auf einer Metalltafel. Außerdem ist an dem Felsen eine Hinweistafel mit Informationen und dem Gedicht „Der Liebekranke“ von Gottfried August Bürger befestigt.
Die Bürgergrotte wird vom Waldweg über einen mehrere hundert Meter langen Pfad an der Felskante erreicht, der nördlich der Bürgergrotte wieder auf den Waldweg herunterführt.